# Hồ Khánh Dư Đường

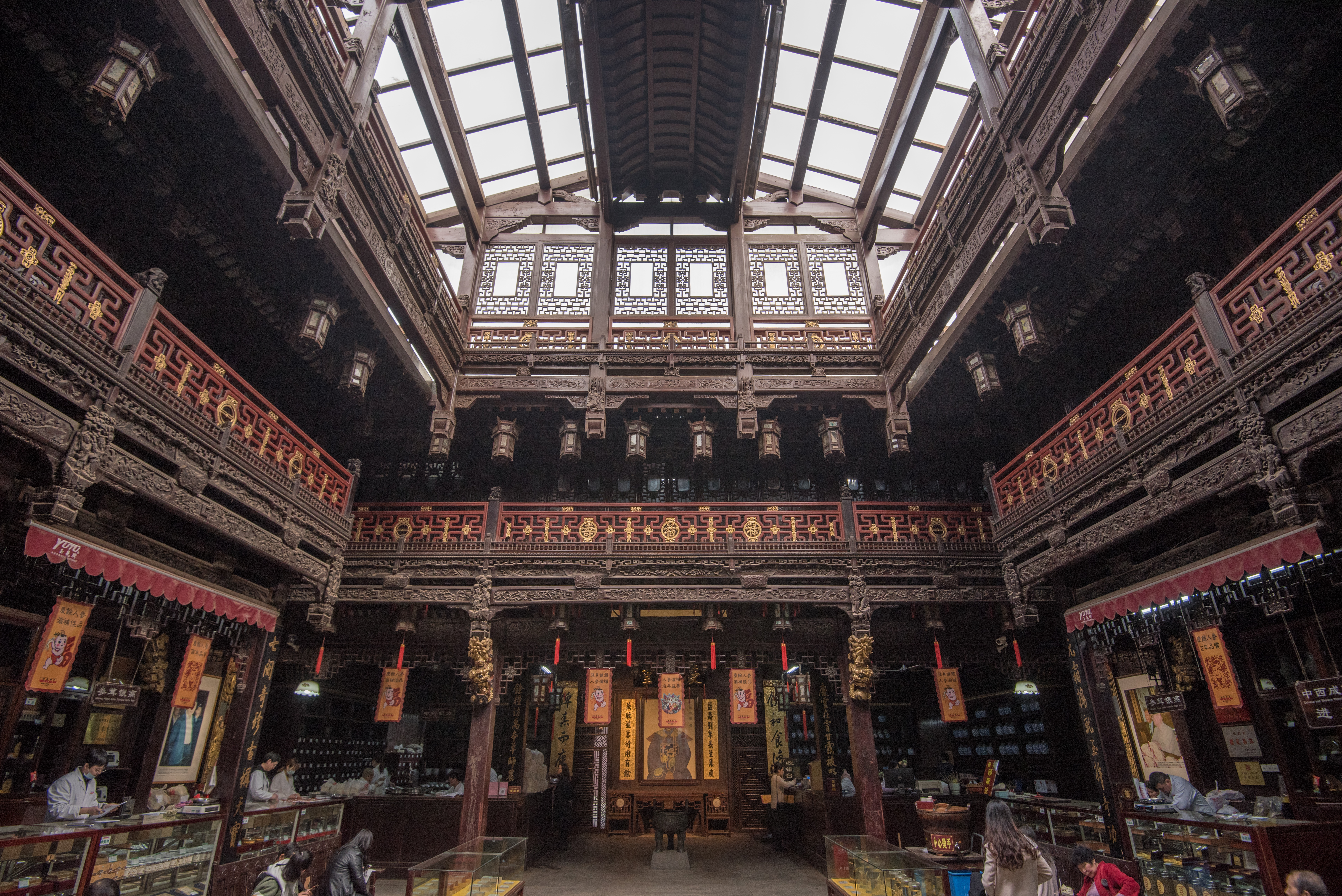
Bên trong Hồ Khánh Dư Đường.

Hồ Khánh Dư Đường (giản thể: 胡庆余堂; phồn thể: 胡慶余堂; bính âm: Hú Qìngyú Táng) là một hiệu thuốc Đông y tọa lạc tại thành phố Hàng Châu, tỉnh Chiết Giang, Trung Quốc. Nơi đây vốn nổi tiếng kiểu như Đồng Nhân Đường ở Bắc Kinh.

## Sáng lập
Hiệu thuốc này do thương nhân cuối thời Thanh Hồ Tuyết Nham lập ra mang phong cách kiến trúc miền Nam vào năm 1874, tọa lạc tại số 95 Đại Tỉnh Hạng (大井巷) dọc theo Tây Hồ ở Hàng Châu, tỉnh Chiết Giang. Hiệu thuốc mở cửa vào năm 1878 với chi phí hơn 200 nghìn lạng và hoạt động theo nguyên tắc Thái Bình huệ dân và Tễ Cục phương (太平惠民和剂局方). Nó đã tạo ra hơn bốn trăm loại thuốc bằng cách thu thập các đơn thuốc bí mật, các công thức đã được chứng minh và kết hợp thực hành lâm sàng.

## Phát triển
Hồ Khánh Dư Đường được xem là bảo tàng y học Trung Quốc duy nhất. Năm 1988, nơi đây trở thành đơn vị bảo vệ di tích văn hóa trọng điểm quốc gia. Nó gồm năm khu vực: 
1. Phòng triển lãm giới thiệu những nhân vật nổi tiếng trong lịch sử y học Trung Quốc, nguồn gốc của y học, sự phát triển của dược phẩm, sự trao đổi giữa Trung Quốc và nước ngoài về y học cũng như những đóng góp của tỉnh Chiết Giang trong sự phát triển của nền y học.
2. Hội trường hướng dẫn sử dụng thuốc Đông y, có toán nhân viên dược phẩm giàu kinh nghiệm hướng dẫn du khách quy trình làm thuốc truyền thống và du khách có thể tự mình trải nghiệm.
3. Phòng chữa trị bệnh nhân theo Đông y
4. Đại sảnh chứa đơn thuốc
5. Sảnh thương mại, nơi du khách có thể sử dụng các dụng cụ dược phẩm và mua thuốc Đông y.[3][4]

Hồ Khánh Dư Đường từng tham gia hội chợ triển lãm World Leisure Expo vì một cuộc sống khỏe mạnh vào tháng 9 năm 2011.